# T-6德州佬式教練機
T-6德州佬式教練機（T-6 Texan）是一種由美國北美(North American)飛機公司設計、製造的單引擎縱列雙座設計螺旋槳教練機，自二戰以來被用於訓練美國陸軍航空軍，美國海軍，英國皇家空軍和其他英聯邦空軍部隊以及與美國盟邦的飛行員，為近代螺旋槳教練機中最具代表性的機種之一。
陸軍航空隊稱它為：AT-6，海軍稱它為：SNJ，英國皇家空軍稱它為：Harvard。除了軍事用途外也是一架受歡迎的收藏或運動競賽飛機（包括修復或新複製〔複刻版〕）。

## 概述

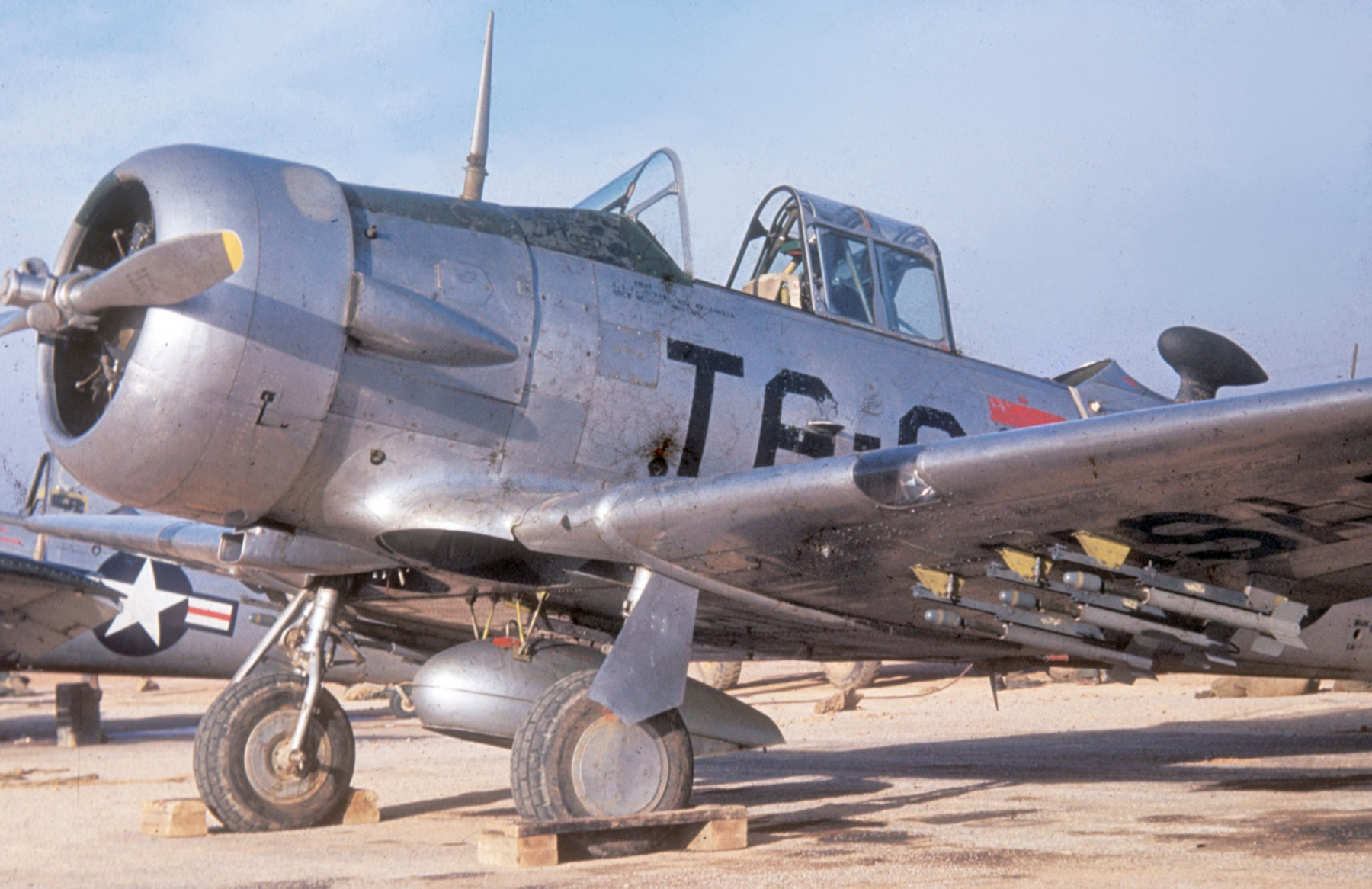
韓戰中美國空軍的T-6

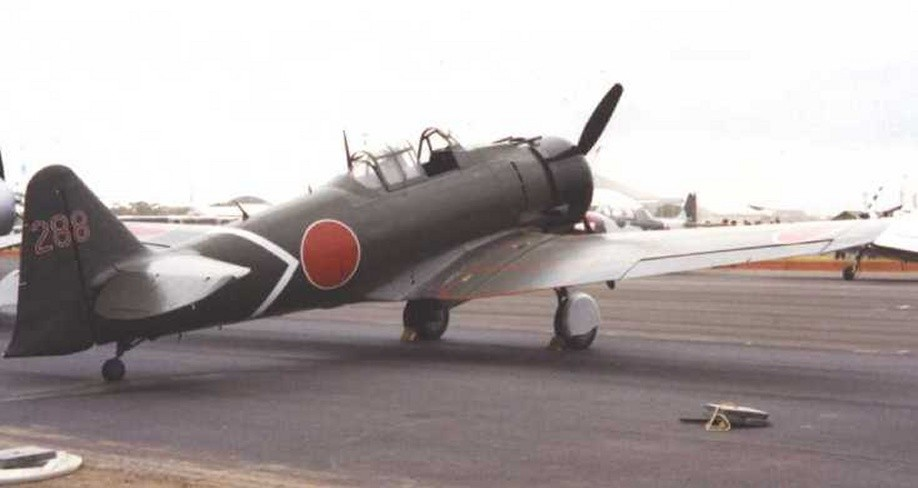
電影"虎！虎！虎！"中扮演零式的改裝T-6

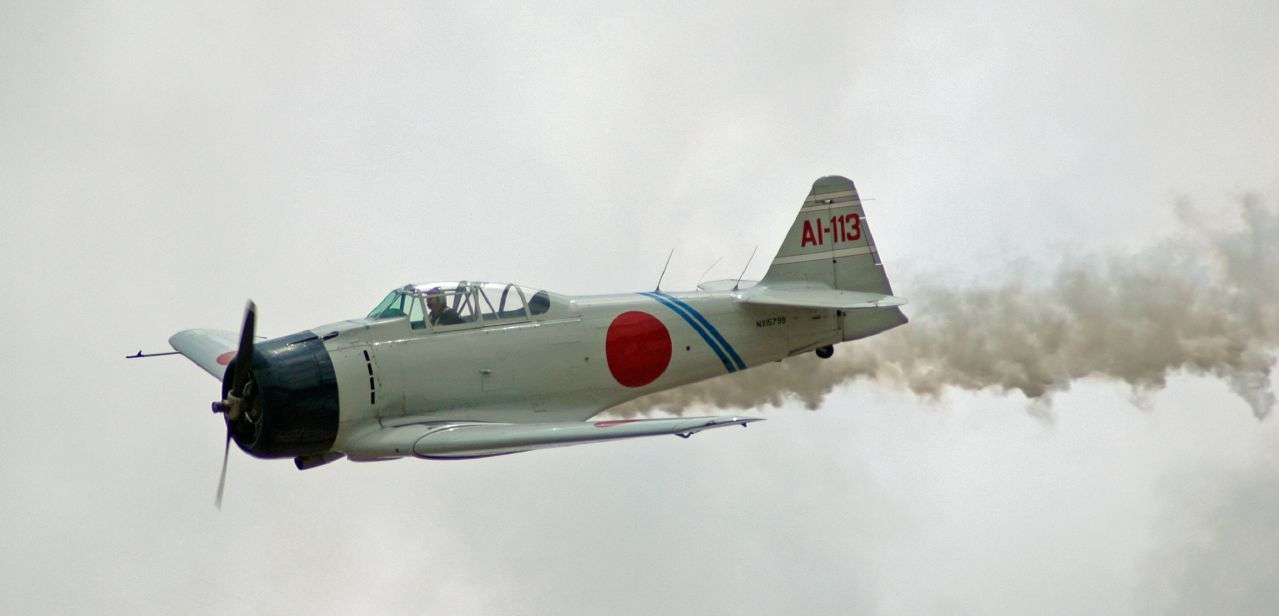
電影"虎！虎！虎！"中扮演零式的改裝T-6

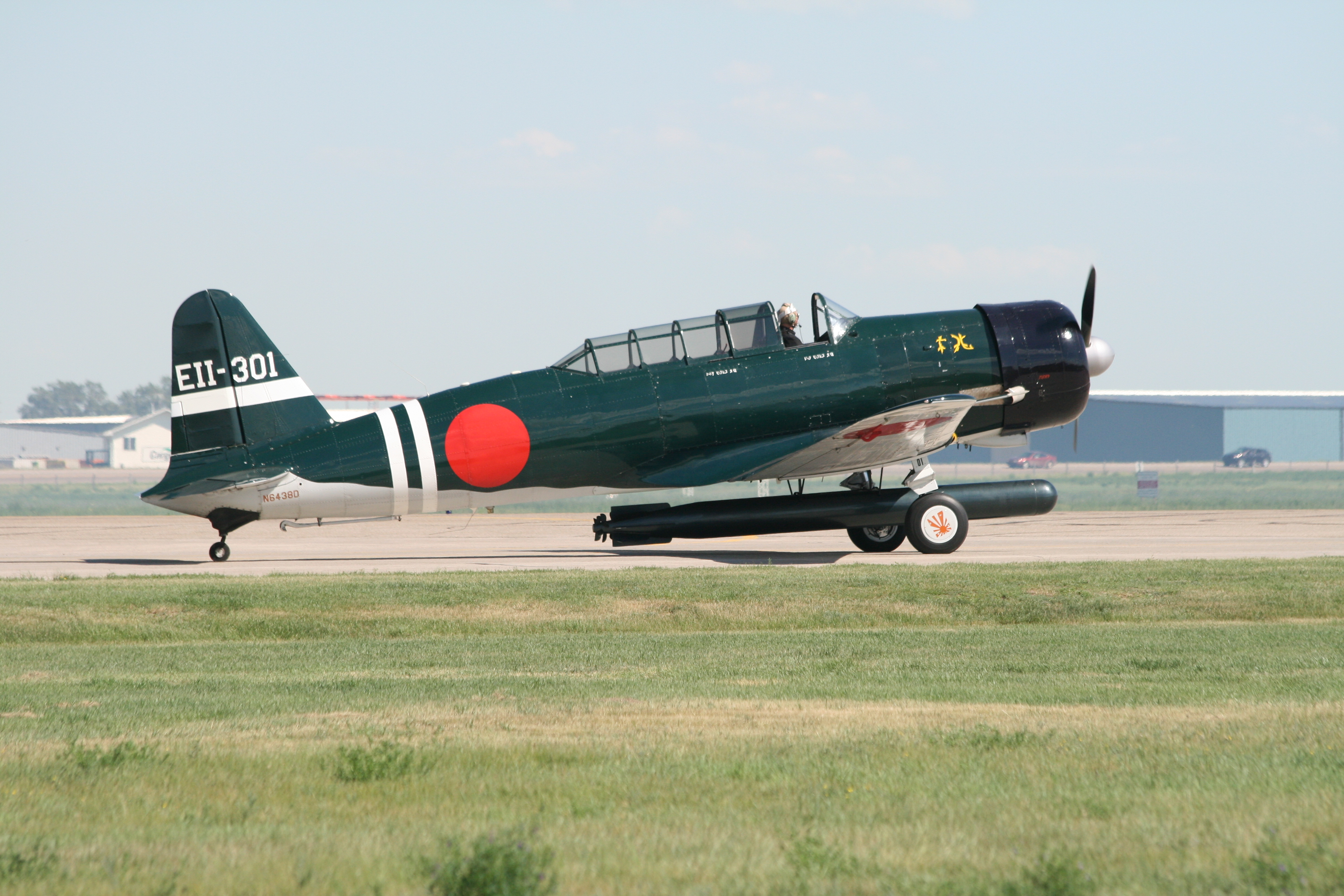
電影"虎！虎！虎！"中扮演九七式艦上攻擊機的改裝T-6

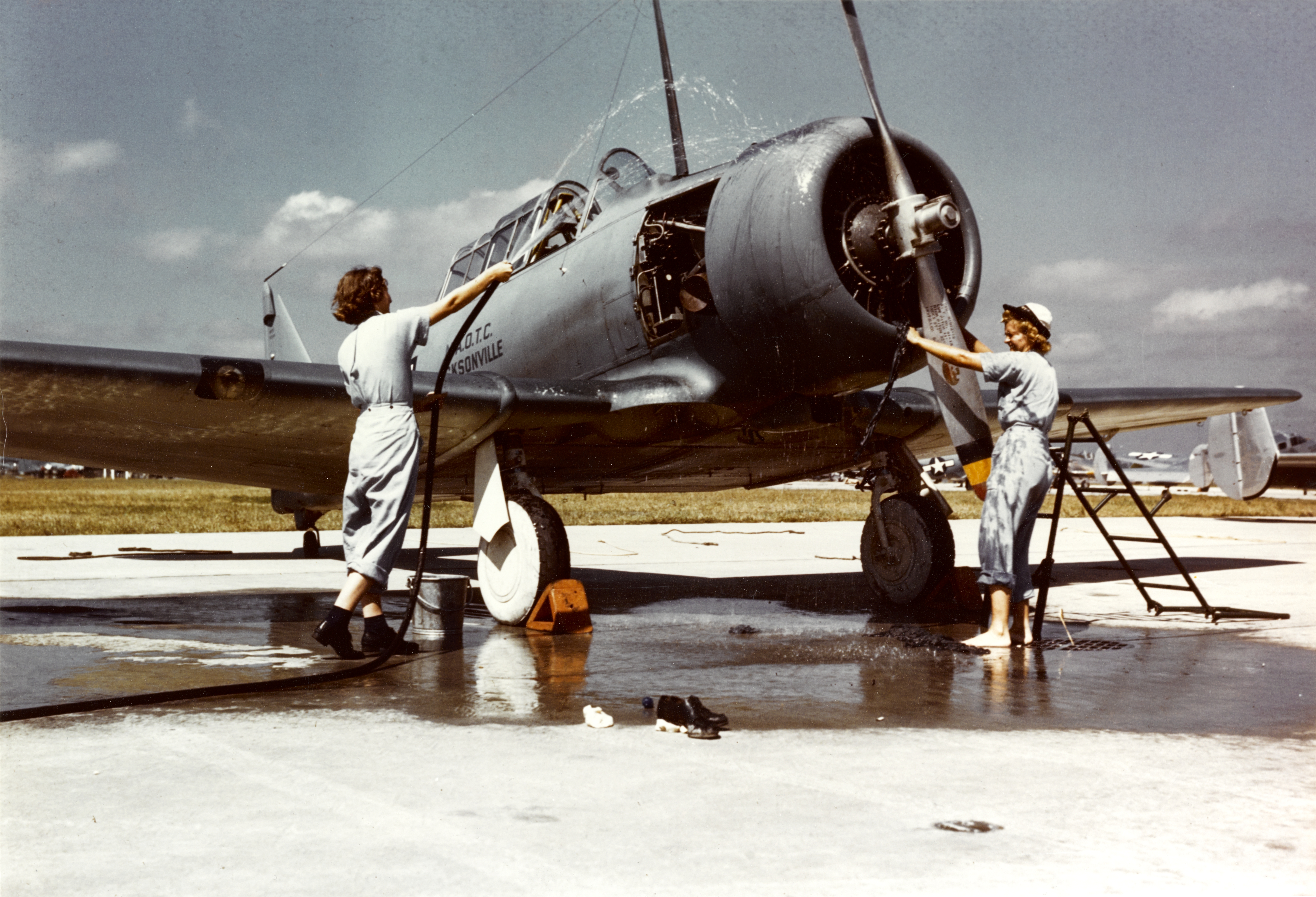
美國海軍航空人員清洗一架SNJ

T-6的設計原型是北美航空公司開發的北美NA-16教練機，它的原始空氣動力外型設計即是以螺旋槳高級教練機的定位設計，性能可靠，並取得了一些客戶青睞。在1935年美國陸軍航空隊發出了基礎教練機需求（Basic Trainer Competition）競標，北美航空將NA-16的設計遞交給美軍，但該次競標啟動後美軍隨後增加要求，包括增加武器配備與伸縮式起落架等，競標案也從基礎教練機轉換為基礎戰鬥教練機（Basic Combat專案）。因為開標方的條件改變，北美也提出修改後新版本機種作為競標主力。
新的設計公司內部代號NA-26，是由NA-18機型改良。NA-26設計有較NA-18更寬的翼展，並改良為可收式起落架設計，部分機內零附件則是從1936年得標量產的北美BT-9教練機移植。但和BT-9相比，NA-26配備的普惠R-1340發動機馬力更強，機鼻也可以裝2挺0.30英吋機槍，螺旋槳導入可變螺矩螺旋槳，並裝設可提供起落架收放與控制面動力的液壓泵，改善飛行操作靈敏性。北美公司的設計在1937年3月審查合格，並得到多個軍種的訂單。第一批量產的訂單是美國陸軍航空隊訂購的177架BC-1，它為無武裝型教練機，設計與NA-26相同，裝有雙向無線電，配備輸出動力600匹馬力R-1340-47引擎，這批飛機在1937年6月9日開始解繳給美軍使用，後有30架改造為專供儀器飛行訓練用的BC-1-I（NA-36）。第二批訂購的83架是配備武裝的戰鬥教練機BC-1A（NA-55-1），BC-1A的機鼻右側裝了1挺0.30機槍、後座增裝1挺可向後射擊的0.30英吋機槍。BC-1A的機翼設計是改用NACA2215翼根、NACA4412翼尖，機內油箱為178美制加侖。在AT-6A開始量產後，部分BC-1A接受改良更換成AT-6A的機翼，這些改良型稱為BC-1B。
美國海軍所使用的T-6家族是從BT-9教練機系列開始，第一批採購的是40架NA-28教練機，並改名為NJ-1。16架NA-52教練機，稱為SNJ-1。36架NA-65，稱為SNJ-2。25架NA-79規格，同樣稱為SNJ-2
美軍後續增訂的第一款T-6改良型北美公司代號為NA-77，美陸軍編號AT-6A。AT-6A更換發動機為R-1340-49，機身使用耐腐蝕塗料，後座尾部選配可拆式機槍。海軍型公司代號NA-78，制式編號SNJ-3，與NA-77的不同是發動機為R-1340-38。AT-6A開始美軍進入戰時生產體制，此後機種的產能大幅增長，美陸航購入1,549架AT-6A、海軍購入270架SNJ-3。
AT-6B（公司代號NA-84）為陸航訂購的改良型，產量400架。北美公司為AT-6裝上了炸彈掛架，右主翼也可增配一挺0.30英吋機槍，動力為R-1340-AN-1引擎。
NA-88的版本被稱為AT-6C共生產了2970架與海軍版SNJ-42400架，皇家空軍收到726架稱為Harvard IIA。之後進行修改了AT-6C的航電系統被稱為AT-6D生產3713架和海軍版被稱為SNJ -5生產1357架。皇家空軍用AT-6D來取代Harvard III，提供給英國皇家空軍351架和皇家海軍航空隊564架。
D型後續的版本為AT-6G（SNJ-5）包括液壓系統的改進和可操縱的尾輪，之後NA-121的設計版本，產生了25架AT-6F交付美國空軍和931架SNJ-6交付美國海軍。
最終版本Harvard IV，由加拿大生產和以供應皇家加拿大空軍、美國空軍、德國聯邦國防軍，T-6自50年代直至今日為美國空軍的高級教練機。總生產數量為15495架。

### 國外用戶

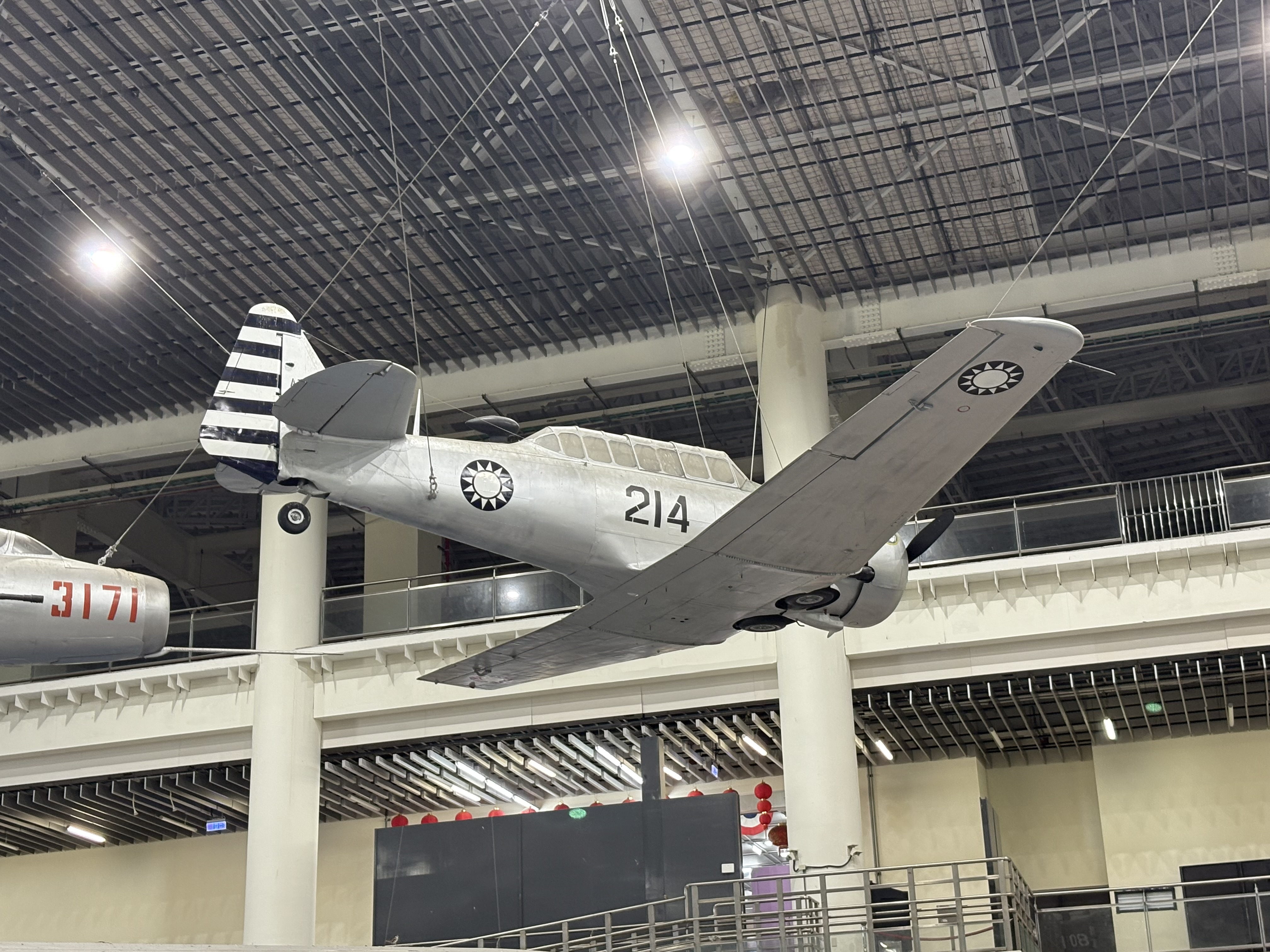
中華民國空軍AT-6教練機。

1937年3月，澳大利亞聯邦飛機公司購得了NA-32（NA-16-1A）、NA-33（NA-16-2K）的授權生產許可，澳國將其更名維拉威式戰鬥教練機，1939年3月27日首飛，量產了755架。
1937年8月，日本帝國海軍以測試評鑑的名義透過三菱財閥採購1架NA-37（NA-16-4R）、1937年12月又訂購了1架NA-47（NA-16-4RW），但它們的技術基礎是BT-9，並非NA-26設計，因此引擎使用的是動力較弱的普惠R-985-9CG（輸出動力450匹馬力），並使用固定式起落架的設計。日軍後來將2架飛機都交給了渡邊鐵工廠（後來的九州飛機公司），並購入了生產授權，九州飛機在地化的NA-16-4系列後量產制式化後稱為二式陸上中級教練機，二式陸上中級教練機由於技術並非NA-26體系，因此尺寸較小，且機身製造技術仍是採用鋼管骨架披覆鋁殼、紡織物控制面，而非後來的全金屬機體構造。日本戰敗後新建航空自衛隊與海上自衛隊時，1955年1月從美國軍援了正版的T-6教練機。空自獲得的軍援機為T-6D／F／G型，共195架（9架D型、11架F型、175架G型），海自獲得的軍援機為SNJ-4／5／6，共62架（4型10架、5型41架、6型11架）。在自衛隊進入噴射戰鬥機時代，購入T-33教練機作為高級教練機後，使用後三點式起落架且設計與噴射戰鬥機架構差距太大的T-6在1960年代快速被日本自製的T-1教練機給取代淘汰，海自配備的T-6在退出訓練用後還作為聯絡機繼續使用到1960年代末，直到KM-2教練機量產後才完全汰除。
英國皇家空軍是T-6初期的最大客戶，英國在1938年訂購了400架NA-49供英國中央航空學校使用，1938年12月開始交機，並將其改名為哈佛一型（Harvard Mark I），哈佛一型選配的動力為R-1340-S3H1引擎（輸出600匹馬力）。1939年5月加拿大也向北美航空訂購30架哈佛I型（NA-61）。第二次世界大戰開戰後，英國採購委員會統一向美國訂購供加拿大和英國使用的T-6，稱為哈佛II型，其訂單共1,275架，北美公司內部型號為NA-66、NA-75、NA-76、NA-81，這批飛機後來採用租借法案途徑付費。至1944年，英國加訂一批T-6D作為儀器飛行訓練使用，英國稱為哈佛III型。
由於美國軍方對教練機的需求大增，英國訂購的教練機無法屆時交貨。北美公司尋找授權製造廠的目標找上了加拿大，1942年加拿大諾杜恩飛機公司獲得美國陸航授權與租借法案貸款量產使用R-1340-AN-1引擎的AT-6A，在英軍又稱為AT-16或是哈佛IIB型，諾杜恩公司量產了2,557架同型機，在第二次世界大戰後仍持續使用了一段時間。
中華民國空軍在民國二十七年（1938年）2月訂購了15架以BC-1設計的T-6，公司編號NA-48型，在同年6月運抵香港再轉運進入國統區內衡陽第一飛機修理廠組裝，但沒有全部到貨。中華民國空軍將這批飛機稱為大北美，原本計畫將其用於空軍官校訓練，但因戰爭壓力因此撥交給中華民國空軍第13中隊，作為戰鬥使用。在民國二十八年（1939）4月，國府又增訂了一批50架T-6，公司編號NA-56。第一批14架在民國二十九年（1940）7月從美國啟運，10月運抵緬甸仰光港，由於英國拒絕借用場地組裝，第一批飛機後以零件方式陸運至雲南壘允中央飛機製造廠組裝，第二批次以後因日英關係惡化，因此獲得英國同意在仰光當地進行裝配，這批T-6稱為北美機，一部分撥交給昆明航校，一部分撥交給各戰區基地作為聯絡機使用。
中華民國加入同盟國後，空軍官校訓練單位移地至印度旁遮普省臘河，省去了裝備內運問題，並援引租借法案取得20架AT-6進行學官訓練使用。抗戰勝利後，空軍從各地蒐羅剩餘物資，加上國內庫存航材，由昆明的第一飛機製造廠自行拼製了46架AT-6教練機。至空軍撤往臺灣後，國軍駐美採購處繼續從民間和加拿大等地蒐購AT-6系列機種，包括哈佛IIB型、AT-16、T-6等型號共170架，除了作為訓練使用外，也擔負海上巡邏之任務。
中華人民共和國首度獲得T-6的契機是在平津會戰後，1948年12月10日於投降的北平南苑机场內缴获1架故障的AT-6，隨後從1949年至1956年陸續有8架中華民國空軍的AT-6反水。解放軍使用的AT-6是這幾架故障機與叛逃機拚修而成，同時間可操作的總數不超過6架。解放軍的AT-6用於作戰任務主要是在內陸區域，1950年5月18-19日新疆迪化航空办事处为配合第一野战军部队进剿国軍，从奇台机场出动1架经改装的“北美”式教练机，对国軍活动地区进行目视侦察和轰炸扫射，投14千克炸弹4枚，发射七九式机枪子弹50发。为中国人民解放军空军首次执行轰炸扫射任务，1953年最后7架退役，至今仍有數架收藏至中國航空博物館。

## 使用國家
| | |
| 阿根廷 - 阿根廷海軍 奥地利 - 奧地利空軍 比利时 - 比利時空軍 比亚法拉 - 比夫拉共和國空軍 玻利维亚 - 玻利維亞空軍 - 玻利維亞海軍 巴西 - 巴西空軍 加拿大 - 皇家加拿大空軍 - 皇家加拿大海軍 - 加拿大國家研究委員會（使用中） 英屬香港 - 香港輔助空軍共獲得11架英國版的T-6，從1950年使用至1958年除役。 中華民國 - 中華民國空軍AT-6戰鬥教練機早在1936年即開始加入國民政府空軍中服役，隨後跟著空軍部隊轉進到台灣，主要擔負空軍官校中級和高級教練機的任務。 - 中華民國空軍的戰鬥機部隊也編制有AT-6以提供作戰訓練、熟飛及聯絡之用，一直到1960年才正式自中華民國空軍中除役。 中华人民共和国 - 中國人民解放軍於東北航校擄獲過T-6，之後陸續有T-6從國軍叛逃至解放軍，被稱為「北美式」飛機投入戰場，使用至1953年逐漸淡出轉為教學用和教具。 智利 - 智利空軍 哥伦比亚 - 哥倫比亞空軍 刚果共和国 - 剛果空軍 古巴 - 古巴空軍 丹麦 - 丹麥皇家空軍 - 多明尼加空軍 薩爾瓦多 - 薩爾瓦多空軍 法國 - 法國空軍 加彭 - 加彭空軍 德国 - 德國空軍 希腊 - 希臘空軍 海地 - 海地空軍 - 宏都拉斯空軍 印度 - 皇家印度空軍 - 印度空軍 印度尼西亞 - 印尼空軍（自荷蘭空軍獲得） 伊朗 - 伊朗空軍 以色列 - 以色列空軍 義大利 - 義大利空軍 日本 - 日本航空自衛隊 - 日本海上自衛隊 - 先屬卡坦加州（今屬剛果加丹加省），而后扎伊爾繼承。 乌拉圭 - 烏拉圭空軍 委內瑞拉 - 委內瑞拉空軍 | 黎巴嫩 - 黎巴嫩空軍 大韓民國 - 大韓民國空軍 寮王國 - 寮國皇家空軍 墨西哥 - 墨西哥空軍120架，AT-6型47架，T-6C型73架。 摩洛哥 - 摩洛哥皇家空軍 荷蘭 - 荷蘭皇家空軍 - 荷蘭皇家海軍 - 荷蘭皇家陸軍航空隊（二戰後） 莫桑比克 - 莫三比克空軍 新西兰 - 皇家紐西蘭空軍 挪威 - 挪威皇家空軍（一架用於歷史重現的飛行表演） 尼加拉瓜 - 尼加拉瓜空軍 巴基斯坦 - 巴基斯坦空軍 巴拉圭 - 巴拉圭空軍 - 巴拉圭海軍 菲律賓 - 菲律賓空軍 南斯拉夫 - 南斯拉夫空軍 葡萄牙 - 葡萄牙空軍 - 葡萄牙海軍 南非 - 南非空軍 南羅德西亞 - 南羅德西亞空軍 越南共和国 - 越南共和國空軍 西班牙 - 西班牙空軍 苏联 - 蘇聯空軍 瑞典 - 瑞典空軍 瑞士 - 瑞士空軍 叙利亚 - 敘利亞空軍 泰國 - 泰國皇家空軍 突尼西亞 - 突尼西亞空軍 土耳其 - 土耳其空軍196架（多種型號） 英国 - 英國皇家空軍 - 英國皇家海軍 美国 - 美國陸軍航空軍 - 美國空軍 - 美國海軍 - 美國海軍陸戰隊 - 美國海岸防衛隊 |

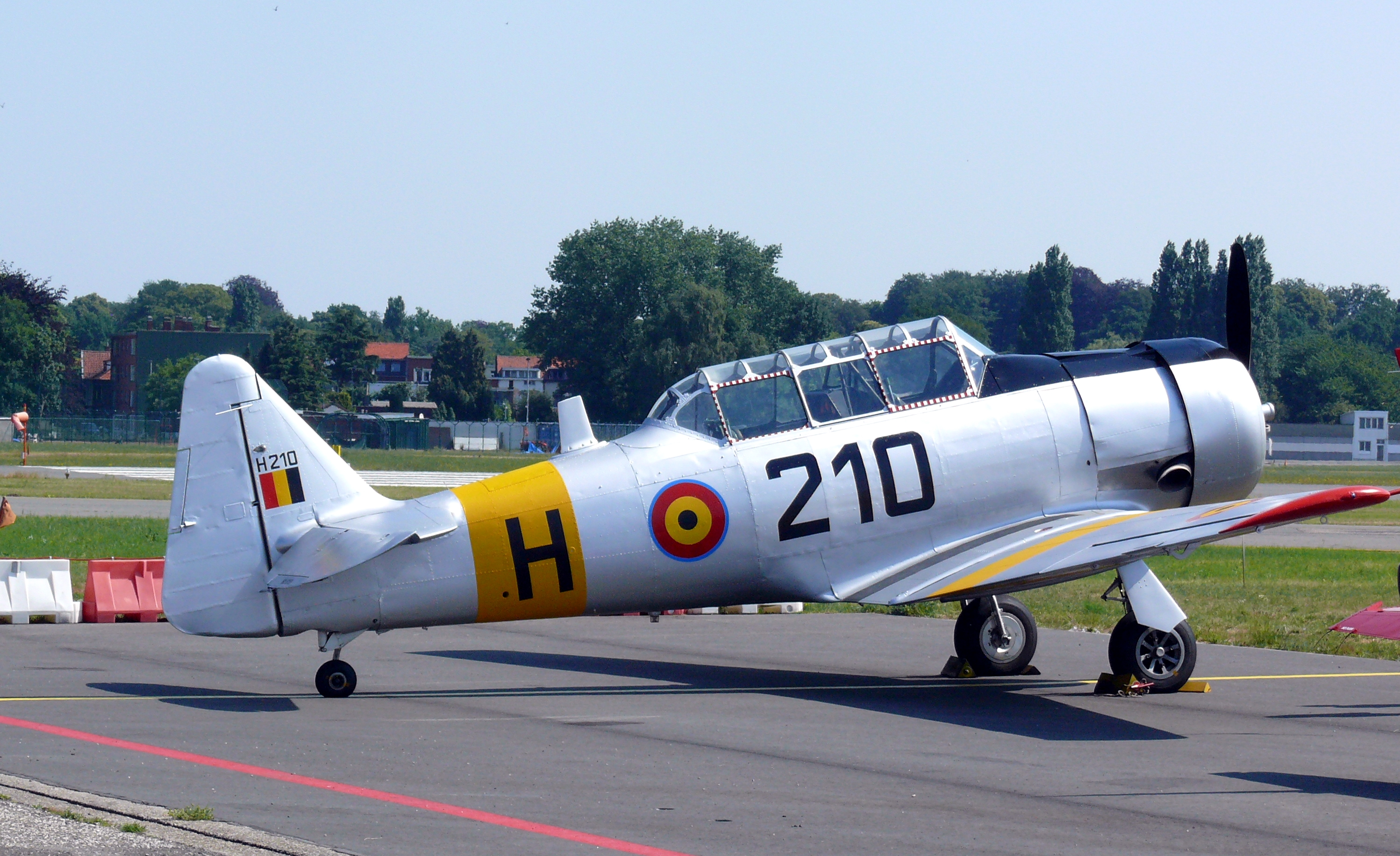
比利時空軍的T-6G
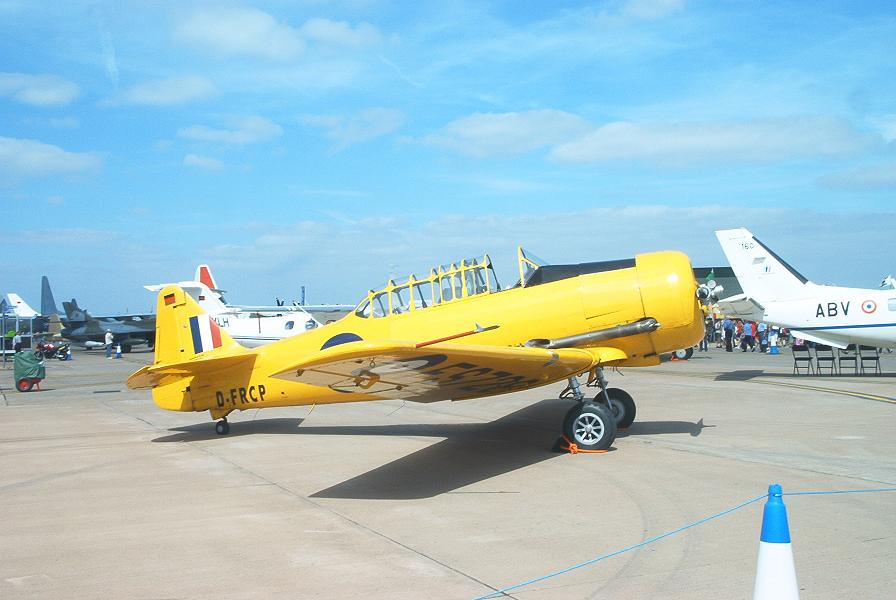
皇家加拿大空軍的Harvard II被塗裝成RAF圖騰
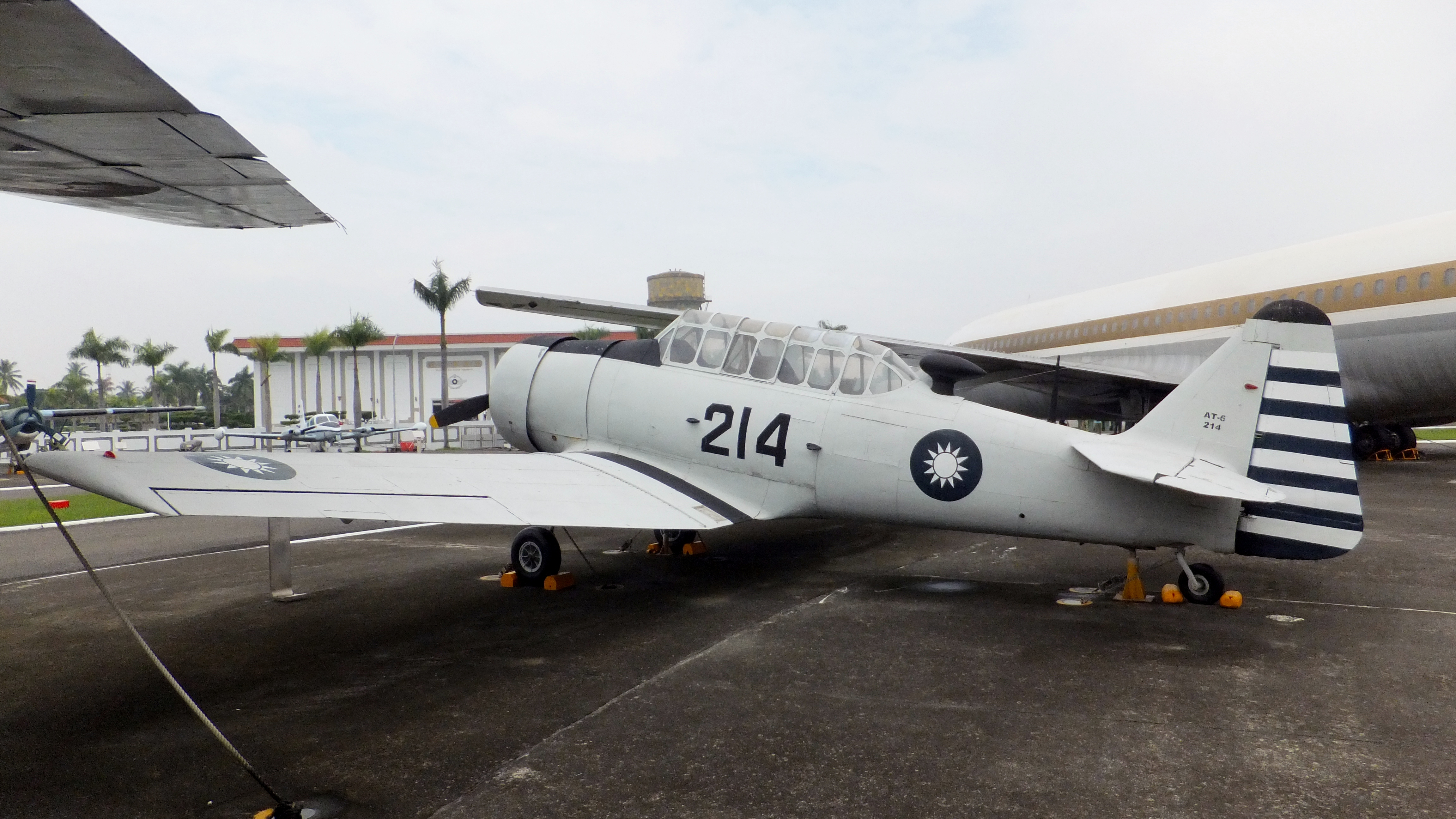
中華民國空軍的T-6教練機
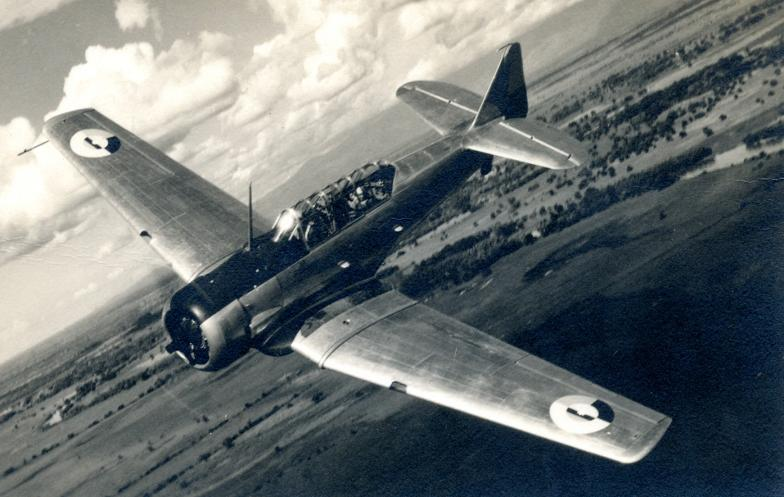
哥倫比亞空軍的AT-6
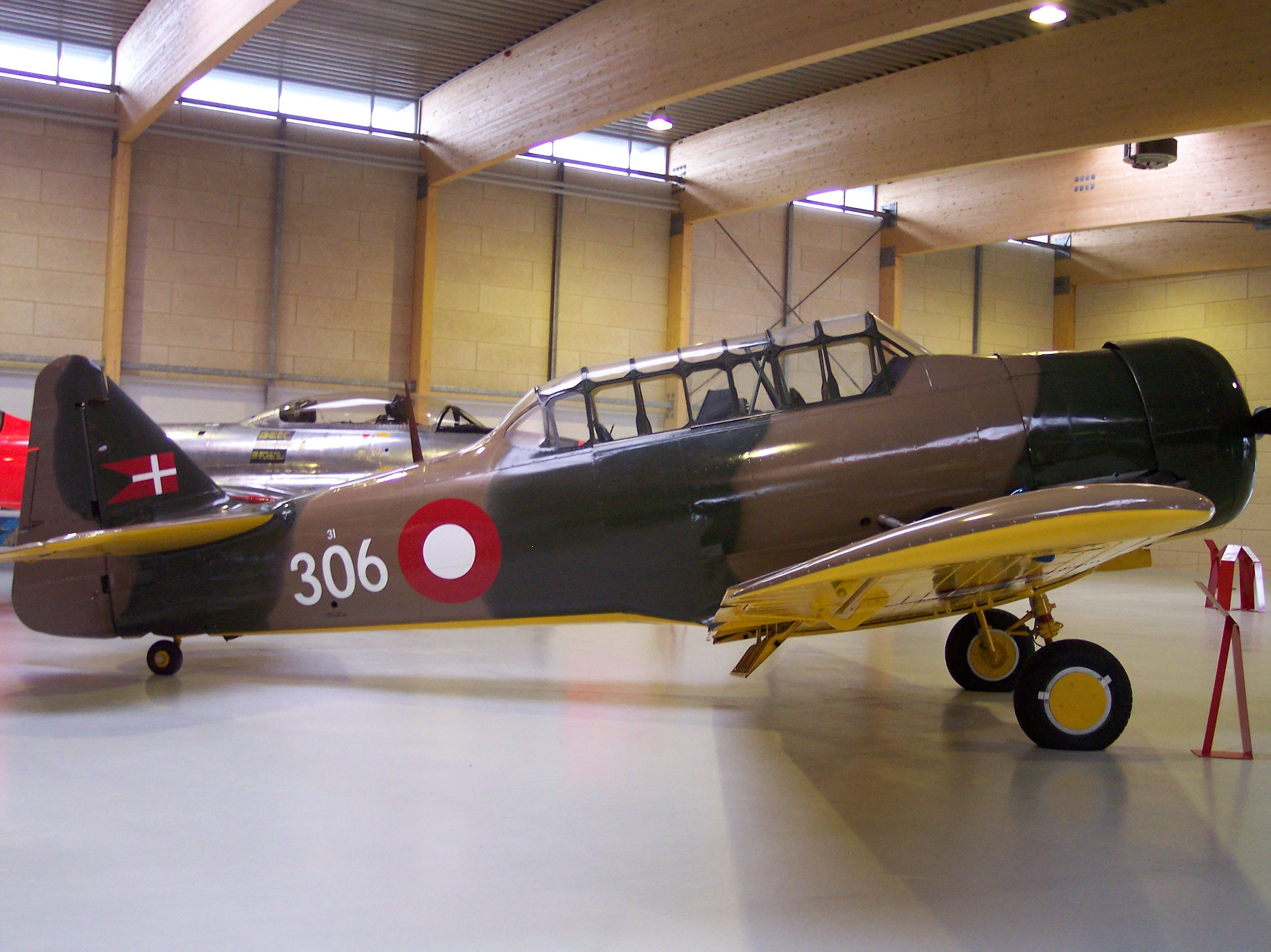
丹麥空軍的Harvard II
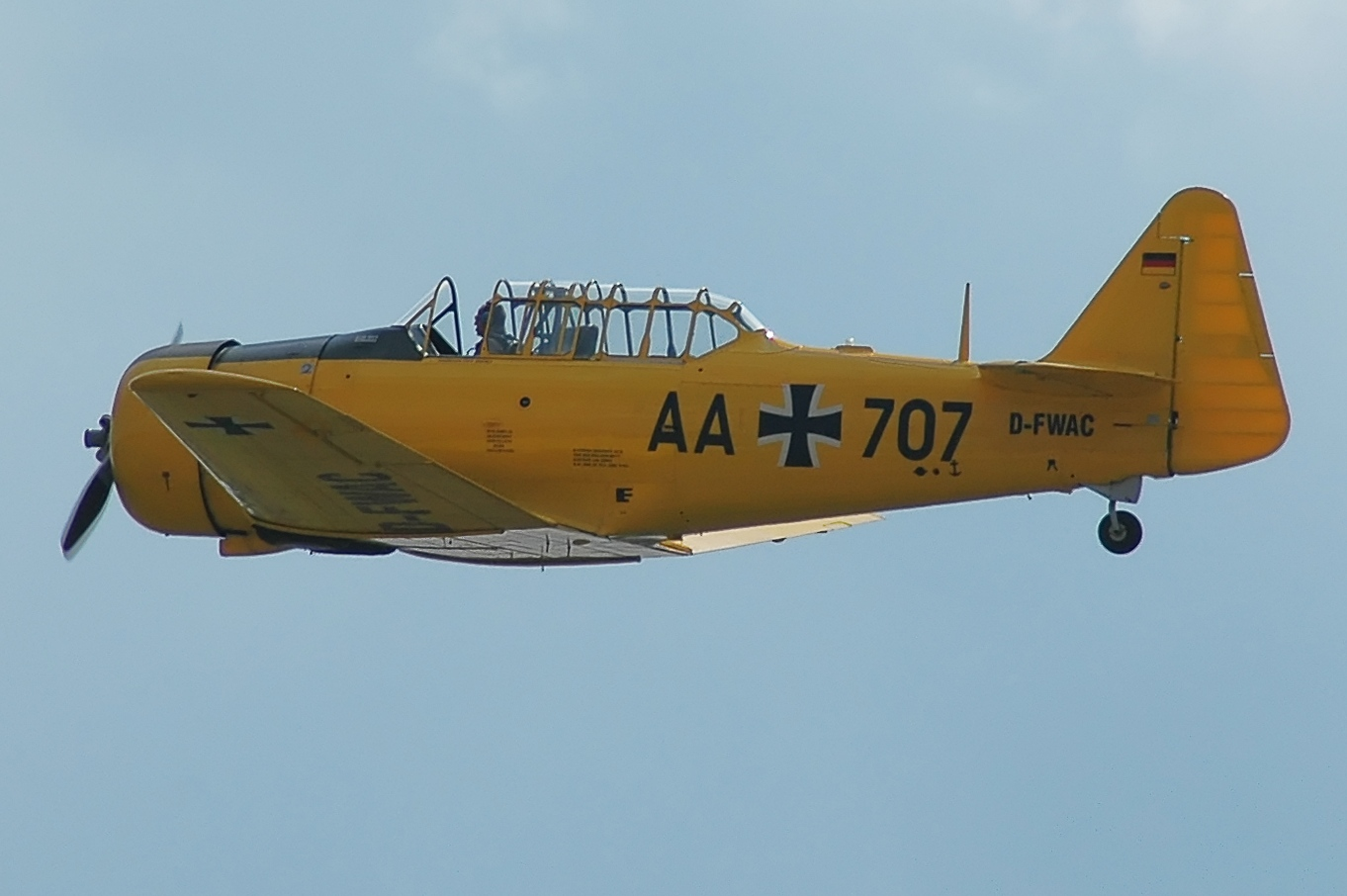
德國空軍標誌的T-6D
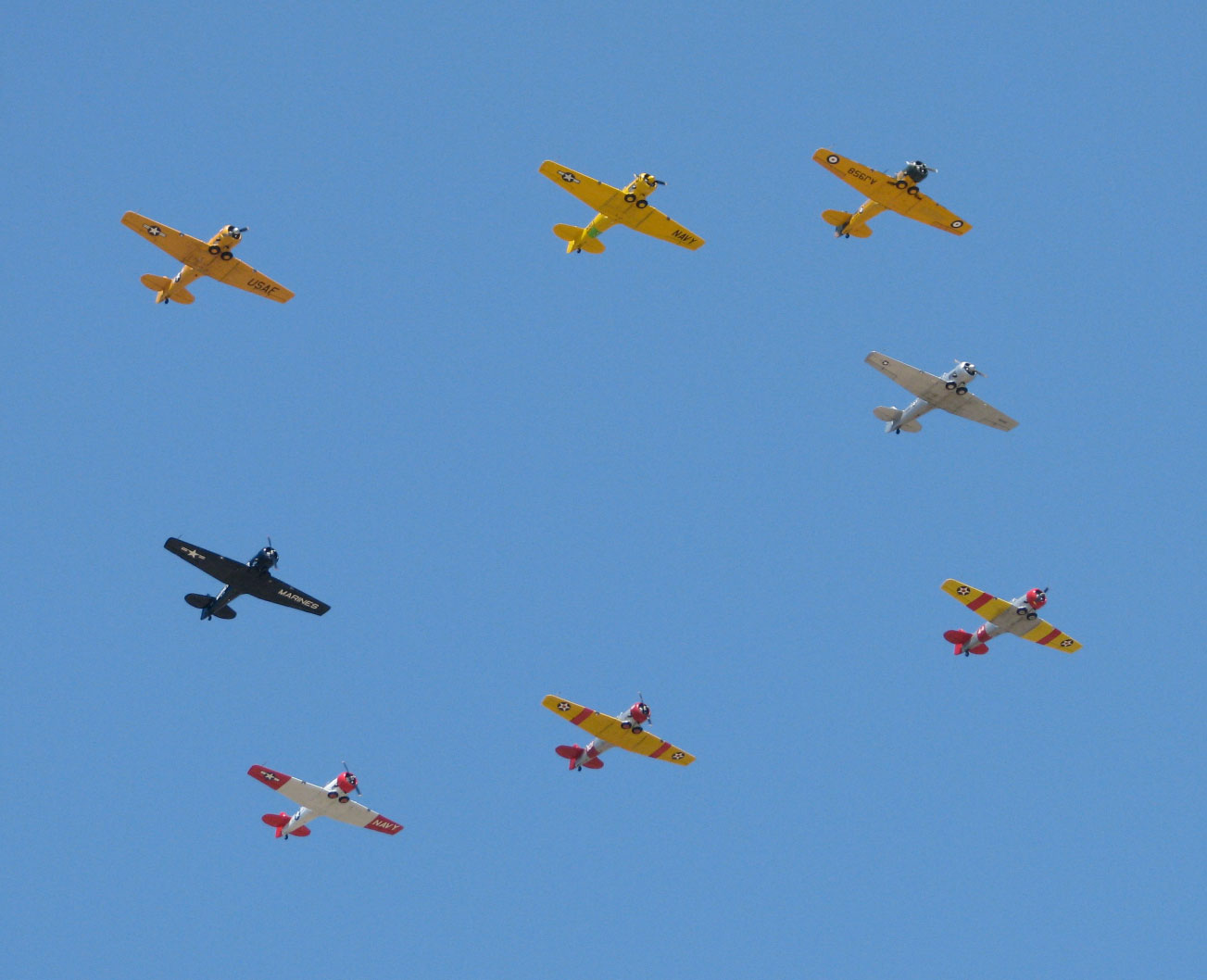
編隊飛行以紀念二戰空軍2008年
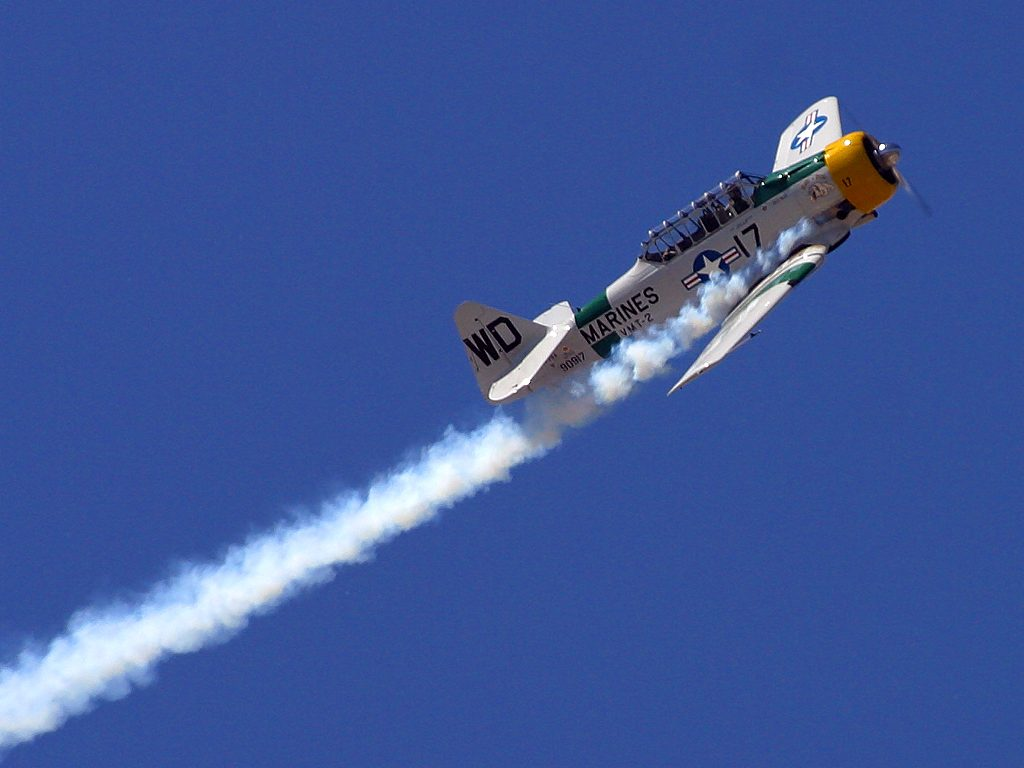
一架以War Dog塗裝的SNJ-5 2004 航展
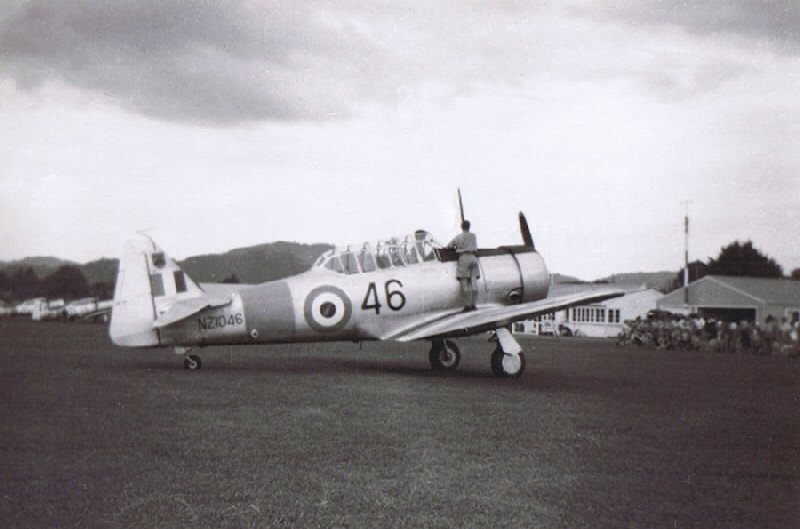
皇家紐西蘭空軍的Harvard 1961
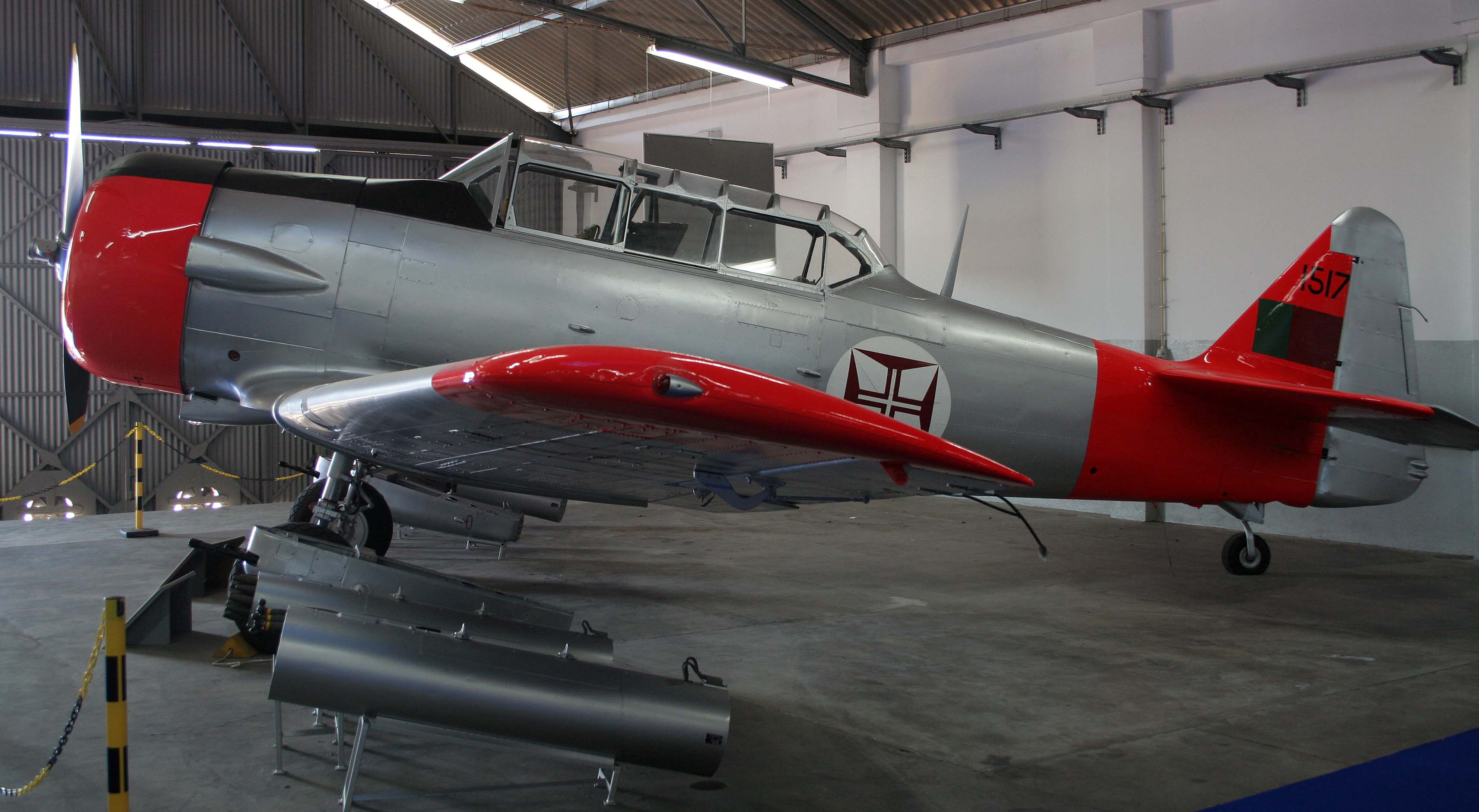
葡萄牙空軍的T-6G
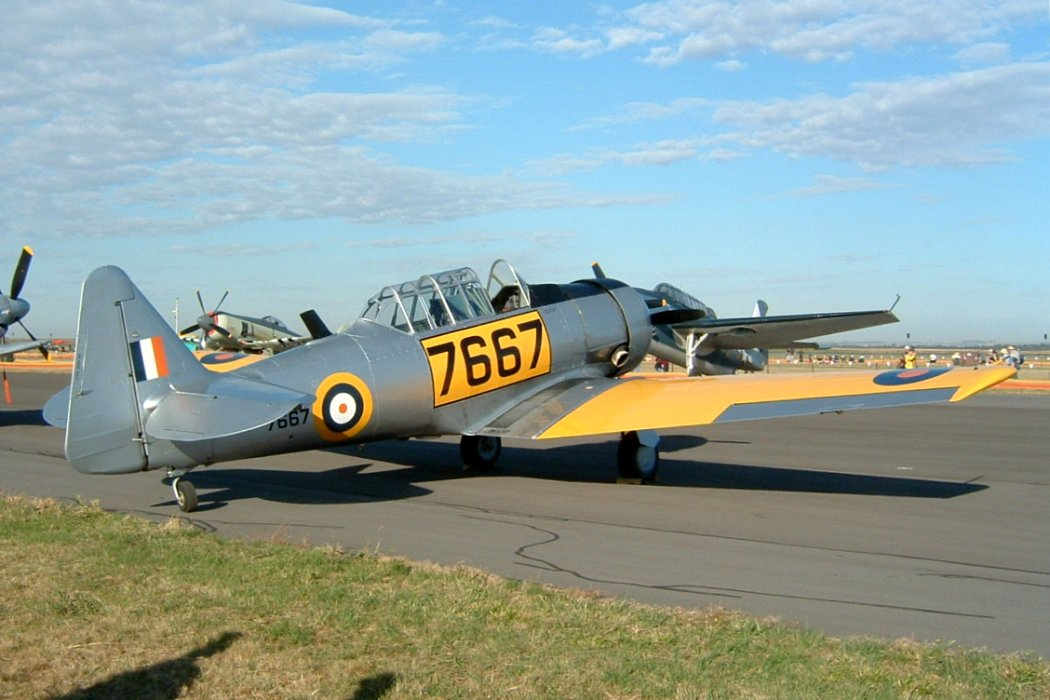
南非空軍的Harvard IIA(AT-6C)
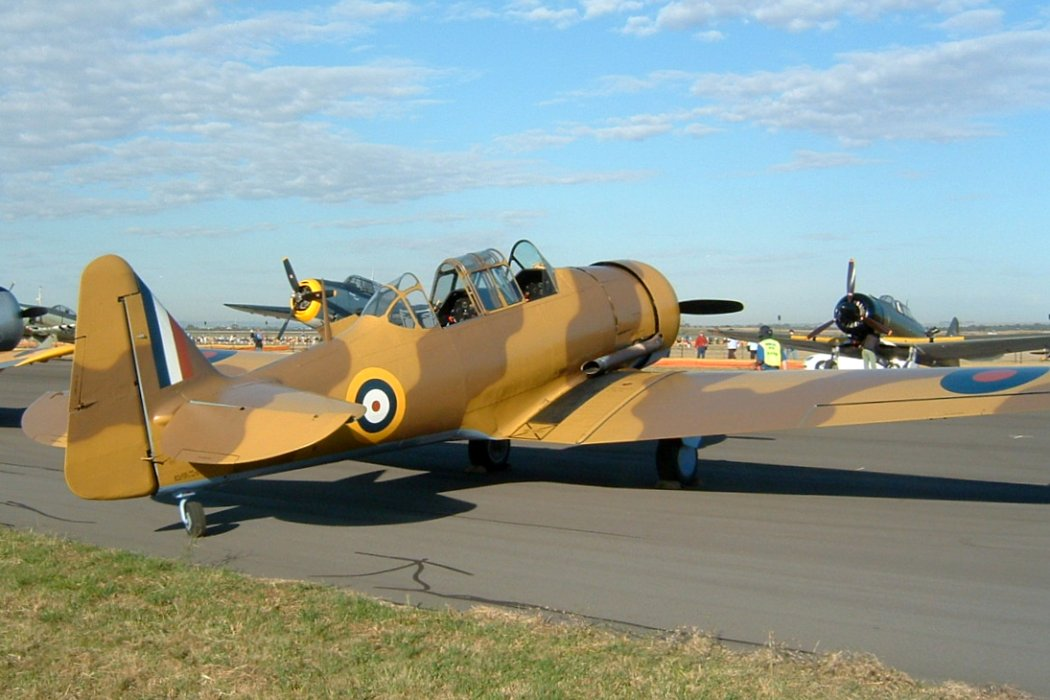
沙漠迷彩塗裝的英國皇家空軍Harvard II
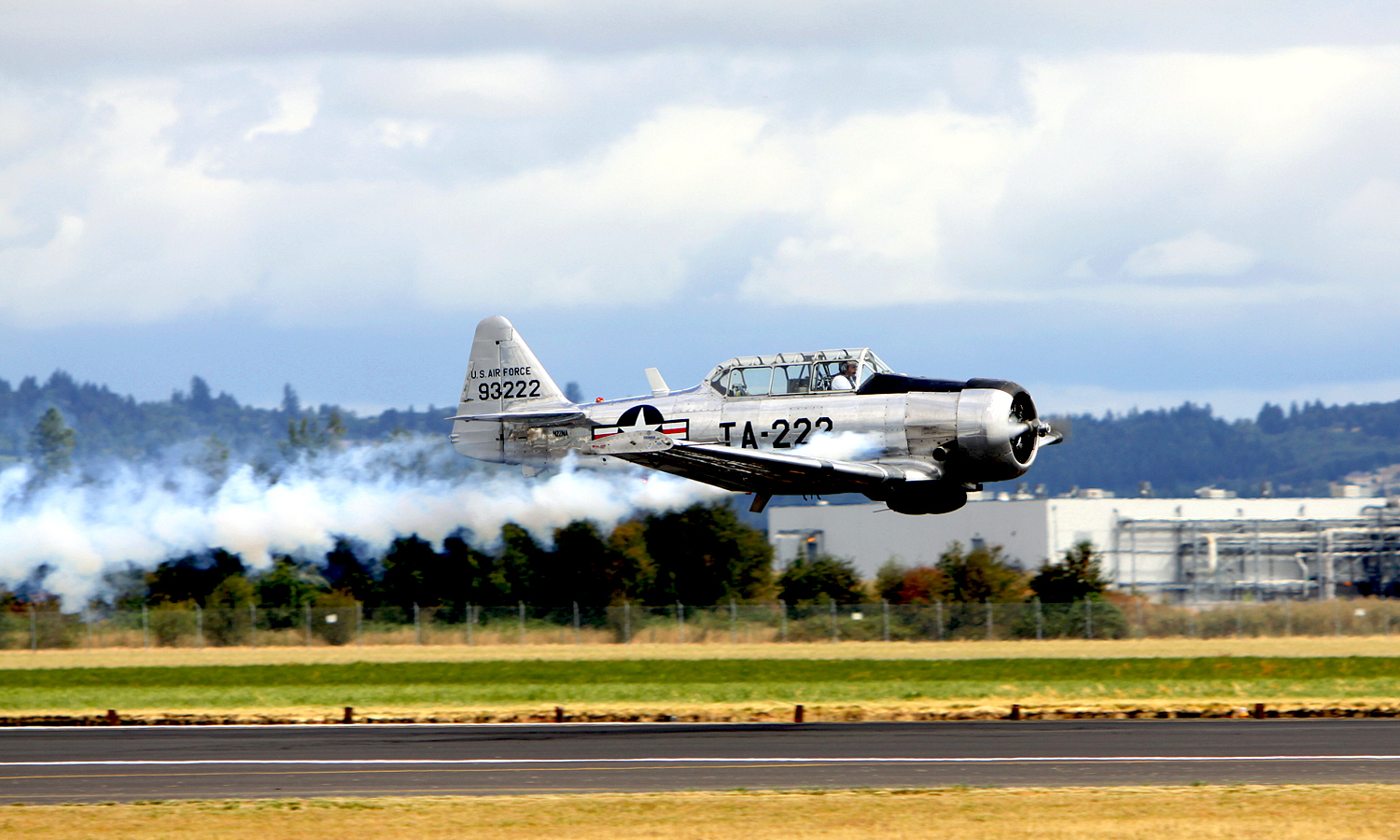
2010在俄勒岡州飛行展展示的T-6G Texan
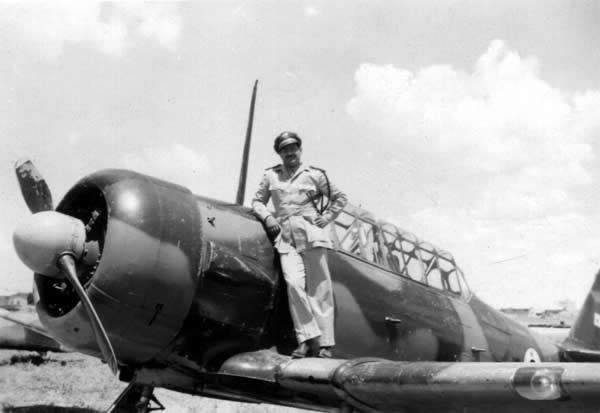
敘利亞空軍的Harvard

## 流行文化
因为T-6在外形上与日本海军的零式战斗机很相似，因此经常作为道具飞机来扮演后者，如1970年反映偷袭珍珠港的电影《虎！虎！虎！》。
电影《遥远的桥》使用T-6作为道具飞机扮成P-47战斗机。

## 性能諸元(T-6G)
基本信息
- 机组：2 (學員與教官)

性能
武器

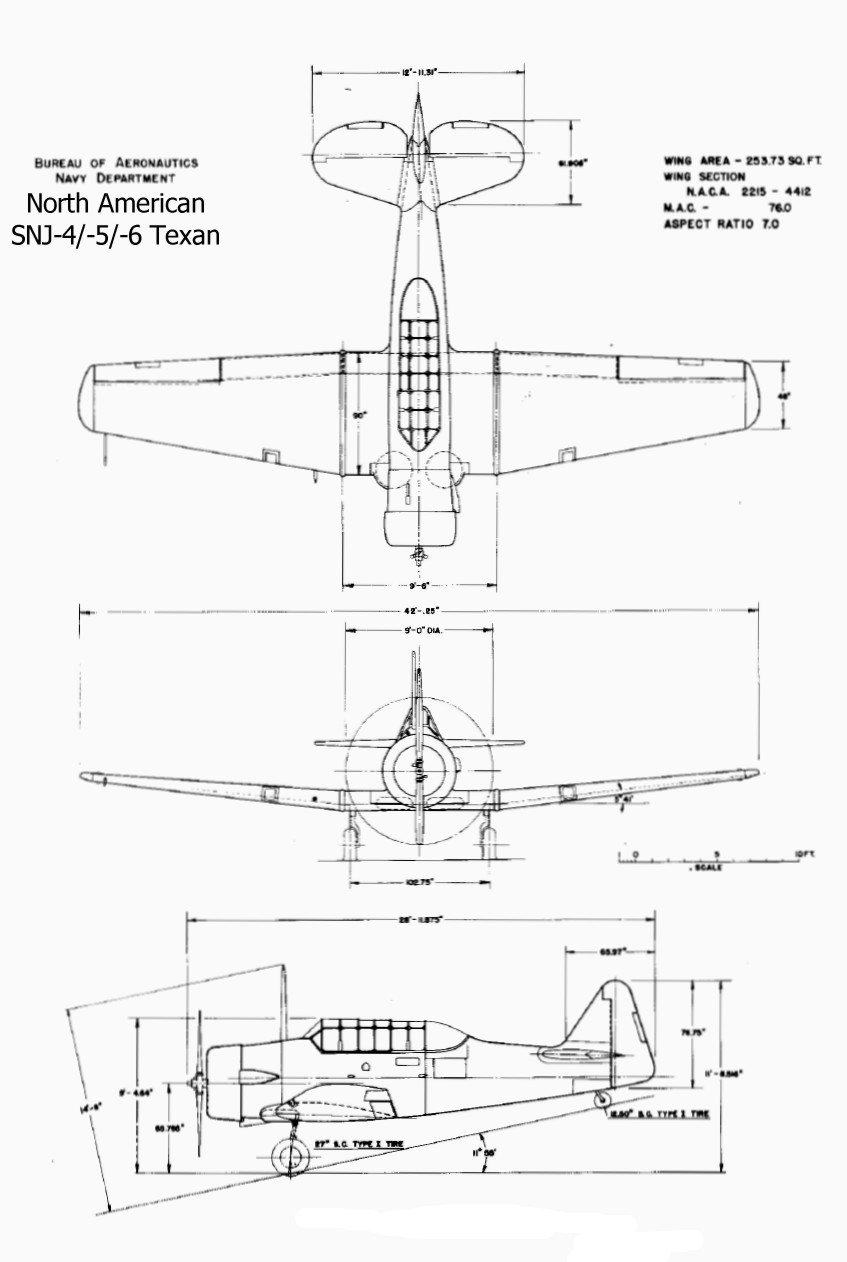
T-6/SNJ視圖

- 機內槍位最多可安裝至三挺0.30英吋（7.62 毫米）機槍（右翼內、鼻罩右上方、後座尾部防禦槍位）

## 相似機種
- Arado Ar 96（英语：Arado Ar 96）（英文）
- Fiat G.49（英语：Fiat G.49）（英文）
- 二式陸上中間練習機（日文）
- I.Ae. D.L. 22（英语：I.Ae. D.L. 22）（英文）
- Miles Master（英语：Miles Master）（英文）
- Soko 522（英语：Soko 522）（英文）

## 相關連結
- The Canadian Harvard Aircraft Association（页面存档备份，存于）
- Backgrounder on the Harvard 4 (includes photographs)
- AT-6: School Marm With an Attitude (pilot report)（页面存档备份，存于）
- Warbird Alley: T-6/SNJ/Harvard page - History, photos, specs, and links（页面存档备份，存于）
- "A Yank at Grantham: First North American "Basic" Trainer Delivered to the R.A.F. : The Harvard Described（页面存档备份，存于） Flight 1939
- (1956) T.O. TT-6C-2 Handbook Erection and Maintenance Instructions T-6, -6A, 6B USAF Model T-6C, T-6D Navy Models SNJ-3, SNJ-4, SNJ-5, SNJ-6